# Heterusia tumidicosta
Heterusia tumidicosta là một loài bướm đêm trong họ Geometridae.